# Лим Геок-лин, Ширли
Ширли Лим Геок-лин (англ. Shirly Lim Geok-lin, 27 декабря 1944 года, Малакка, Малайзия) — малайзийская поэтесса и писательница, пишущая на английском языке. В настоящее время проживает в США.

## Биография
Окончила в 1967 году Университет Малайя. По международной стипендии Фулбрайта занималась с 1969 года в Брандейском университете, который окончила в 1973 году, получив звание доктора философии. Преподавала в Национальном университете Сингапура и в Городском университете Гонконга. В настоящее время профессор английского отделения Калифорнийского университета в Санта-Барбаре.

## Творчество
Опубликовала 7 поэтических сборников и три сборника коротких рассказов, а также три повести. В центре творчества — феминистские проблемы. Первый рассказ «Путешествие» опубликован в 1967, когда она была ещё студенткой. В 1980 опубликован поэтический сборник «Через полуостров и другие стихи», получивший Премию Содружества. В 1982 её рассказ «Девочки господина Тана» получил вторую премию журнала «Эйша Уик». В 1982 опубликован сборник рассказов «Другая страна и другие рассказы» о жизни местных китайцев в Малакке, в 1996 — «Среди белых луноподобных лиц: мемуары нёни-феминистки» (перевод на китайский 2001 год), в 1998 — «О чём умолчал прорицатель». Среди научных трудов — исследование «Национализм и литература» (1993) и «Англоязычная литература Южной и Юго-Восточной Азии: против течения» (1994).
Свой труд она характеризует как попытку «взобраться на отвесную стену, о которую обречены разбиться детские стремления, и поверить во что-то, для того чтобы затем перевоплотиться бог знает во что». Перечитывая её удивительный рассказ «Путь», представляешь себе, однако, не стену, а заповедную границу между отрочеством и юностью, не страшную для тех, кто переходит её, запасясь талисманом сострадания.

## Награды
- Премия Содружества наций (1980)
- Премия журнала «Эйша Уик» (1982)
- Американская книжная премия (1996)
- Премия Общества изучения многонациональной литературы США (2009)

## Переводы на русский язык
- Ширли Лим. Путь. Пер. М. Елагина — в Современная проза Сингапура. М.: Радуга, 1989.